# Victor Strand

Victor Strand (también conocido simplemente como Strand), es un personaje de ficción en la serie de televisión Fear the Walking Dead interpretado por Colman Domingo. El personaje fue creado por Robert Kirkman, Dave Erickson y David Wiener.
Víctor ha sido bien recibido por fanáticos y críticos. Domingo, que inicialmente era miembro del elenco recurrente, fue ascendido al elenco principal después de la primera temporada.

## Biografía del personaje
Víctor es un personaje misterioso que ha adquirido una gran riqueza personal como lo indica de inmediato su traje y joyas. Parece que ya tiene algún conocimiento del brote y cómo se manifiesta en los humanos. Se desconoce cuánto tiempo estuvo encarcelado en el hospital temporal establecido en Raynard Community College antes de que llegara Nick. Él está tranquilo y no entra en pánico cuando se enfrenta a los caminantes, incluso cuando estaba atrapado al final de un pasillo cerrado mientras se acercaba una manada. Parece haberse adaptado rápidamente al nuevo mundo y le dice a Nicholas Clark que la única forma de sobrevivir a un mundo loco es abrazar la locura. Víctor tiene un buen sentido del juicio, rápidamente como débil, pero cree que Nick tiene las habilidades para sobrevivir, identificando su adicción a la heroína como un precursor del comportamiento necesario para sobrevivir. Parece tener algunos elementos de un sociópata.

### Temporada 1
En una celda militar, Strand soborna a un guardia para evitar que un Nick febril sea trasladado. Strand luego recluta a Nick para un plan de escape. El grupo se dirige a la sede de la Guardia Nacional para rescatar a Liza, Griselda y Nick. El grupo de Travis llega a las celdas de detención y libera a los detenidos antes de reunirse con Nick, Liza y Strand. Intentan escapar a través de la sala médica, donde descubren que la Dra. Exner ha sacrificado a todos los pacientes. La Dra. Exner les habla de una ruta de escape antes de su presunto suicidio. Antes de que puedan escapar, el grupo se encuentra con Adams, quien dispara a Ofelia en el brazo. Enfurecido, Travis golpea brutalmente a Adams y lo deja por muerto. Strand lleva al grupo a su mansión junto al mar, donde le revela a Nick que es dueño de un yate en el que planea escapar, en el yate llamado Abigail.

### Temporada 2
El grupo evacúa al Abigail mientras los militares bombardean Los Ángeles, en un intento por contener el brote. En el mar, el grupo se encuentra con otro barco lleno de supervivientes, pero Strand se niega a recogerlos. Strand informa al grupo que se dirigen a San Diego. Alicia maneja la radio, solo para escuchar llamadas de socorro, y entabla una conversación con otro sobreviviente del mar llamado Jack. Madison se preocupa por cómo Strand se niega a dormir y Daniel le dice que sospecha de los motivos de Strand. Una vez que están lo suficientemente lejos en el mar, el grupo celebra un funeral de Liza y la entierran en el mar. Strand amenaza con tirar por la borda a cualquiera que lo desobedezca. El grupo atraca en una isla cercana para escapar de la persecución del barco desconocido. Pronto tienen que irse porque George envenenó a toda su familia como parte de un pacto suicida y el grupo se ve obligado a dejar al resto de la familia de George en la isla. Con la noticia de que San Diego ha sido incendiada, se revela que Strand tenía la intención de ir a México todo el tiempo. De camino a México, el sistema de refrigeración del barco está obstruido y Strand le ordena a Travis que lo arregle. Conocen a una mujer llamada Alex y a un niño gravemente quemado. Aceptan ser remolcados detrás del barco, pero en medio de la noche, Strand corta la cuerda. Cuando unos bandidos toman el Abigail capturan al grupo, pero Strand intenta irse en balsa, pero la balsa recibe un disparo mientras escapa y comienza a hundirse lentamente. Después de ser salvado y después de reunirse con su socio; Luis, Strand se sintió en deuda con Madison por rescatarlo de una muerte inevitable y apoyar a la mujer cuando ella decidió hacer un intercambio con los bandidos que habían robado el barco para recuperar a Travis y Alicia. Además, Víctor fue confrontado por Madison por enviar a Nick a buscar a su pareja y se le prohibió usarlo nuevamente en uno de sus recados. Strand hace arreglos para el pago al ejército mexicano por un paso seguro, pero se produce un tiroteo que deja a dos oficiales y a Luis, el contacto de Strand, muertos, Strand descubre que Thomas ha sido mordido y está muriendo y este decide acabar con su sufrimiento. Después de matar a Thomas, Celia está furiosa y exige que Strand y el grupo se vayan, poco después Nick le trae a Luis, el hijo caminante de Celia y por eso deja que el grupo se quede, pero Strand debe irse, cuando Daniel incendia la mansión, Strand  ayuda al resto del grupo a escapar del incendio.
Momentos después del incendio, Strand huye con Alicia, Madison y Ofelia al Abigail pero descubren que el Abigail ha sido robado, poco después el grupo logra instalarse en un Hotel en búsqueda de suministros, mientras tanto, Madison y Strand se emborrachan en el bar mientras expresan sus diversas frustraciones con la vida. Sin embargo, una gran horda de infectados ataca el hotel, atrapando a los cuatro adentro. Utilizando la técnica de cubrirse con sangre de caminantes, Victor y Madison lograron pasar desapercibidos entre los muertos vivientes y consiguieron escapar ilesos del hotel. Tras descubrir que la camioneta en la que habían viajado había desaparecido, Strand rápidamente dedujo que Ofelia o Alicia habían sido las responsables y entonces el dúo no tuvo otro remedio más que refugiarse nuevamente en el hotel. Al escuchar los ruidos de alguien pidiendo ayuda, Victor y Madison consiguieron salvar justo a tiempo a Alicia, Elena y Hector de un grupo de infectados. Strand y Madison se encuentran con Oscar, el líder de los sobrevivientes del hotel y logran negociar una tregua con él. Madison, Strand, Alicia y otros sobrevivientes comienzan el trabajo de limpiar el hotel de infectados, el plan es exitoso y los sobrevivientes celebran. Strand luego va a hablar en privado con Oscar, quien todavía está de luto por la muerte de su esposa. Strand consuela a Oscar y lo convence de que finalmente deje ir a su esposa. Oscar le da a Strand la llave de la habitación del hotel en el que está encarcelada su esposa infectada y Strand entra para acabar con ella.  acto seguido en el que Strand es apuñalado por Ilene, la madre de la esposa de Oscar, la herida no resultó ser grave pero requiere de un tratamiento médico. Después de recuperarse de sus heridas, Madison le informa a Strand que Brandon y Derek están en el estacionamiento y que ella sospecha que Chris está muerto. Strand la disuade de decírselo a Travis, ya que destruiría lo único que lo mantiene activo. Es la misma esperanza que perdió Strand cuando Thomas murió. Madison está de acuerdo en que la noticia sobre Chris rompería a Travis. Después de que Travis golpea a Brandon y Derek hasta la muerte, Madison insiste en que deben irse del hotel con él, pero Strand se niega a tener nada que ver con el plan. Más tarde, después de que los residentes intentan matar a Travis cuando Oscar Díaz muere a causa de sus heridas, Alicia mata a Andrés y Strand parece ayudarlos y obliga a Héctor y a los residentes a dejar a Madison, Alicia y Travis solos a punta de pistola. Strand ayuda a los tres a escapar, pero insistió en quedarse en el hotel.

## Desarrollo y recepción

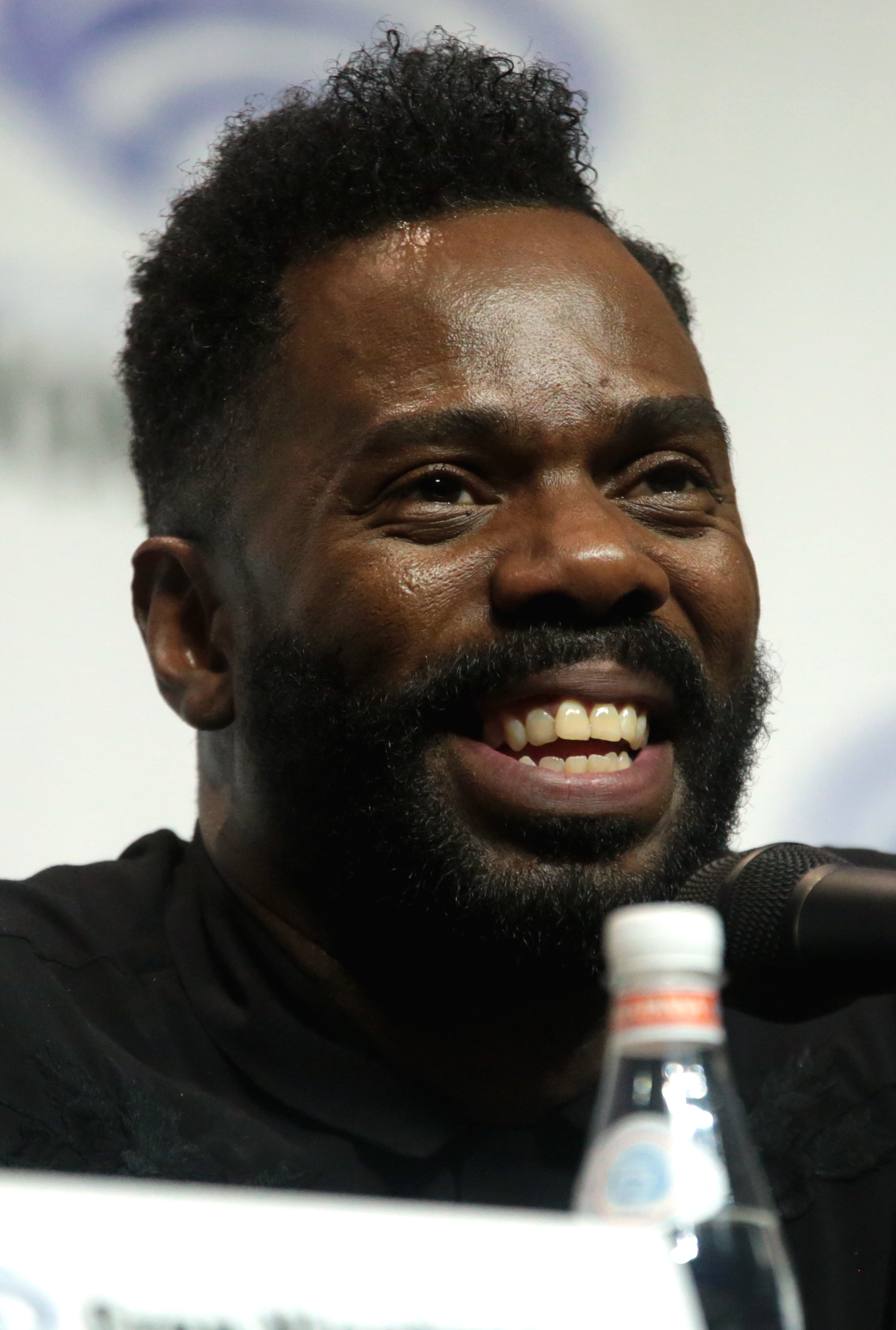
Victor Strand es interpretado por Colman Domingo (en la foto)

Domingo hizo su debut en el episodio de la primera temporada "Cobalt". Para la segunda temporada, Domingo fue ascendido al elenco principal,  y luego se convertiría en un personaje destacado. Matt Fowler de IGN lo describió como un personaje tipo "Randall Flagg" extraño y adecuado. La actuación de Domingo fue elogiada en el episodio "Blood in the Streets". Matt Fowler de IGN declaró que la mejor parte de "Blood in the Streets", que fue la exploración de la historia de fondo de Strand. O al menos, a través de flashbacks, momentos notables importantes que ayudaron a explicar la riqueza, el yate y el pasaje de Strand a México. Junto con un par de capas de personajes que ayudaron a redondear al chico como algo más que un monstruo lógico directo y tosco.